# Aliens: Original Sin
Aliens: Original Sin è un romanzo fantascientifico del 2005 scritto da Michael Jan Friedman e pubblicato dalla DH Press. Esso prosegue la storia di Ripley 8 e dei superstiti dell'equipaggio della Betty dopo gli eventi del film Alien - La clonazione.
Non considerando il libro per bambini Cyberantics: A Little Adventure del 1992, Original Sin è il primo romanzo del franchise a non essere l'adattamento di un fumetto.

## Trama
Ripley 8, clone di Ellen Ripley, e i sopravvissuti dell'equipaggio della Betty sono atterrati sul pianeta Terra.
Poco dopo essi si ritrovano a bordo di una stazione spaziale dove dopo aver recuperato la loro astronave partono alla volta di una "Domes", una serra spedita nello spazio trent'anni prima. Nella Domes sembra infatti essere giunto uno xenomorfo ed il gruppo sarà così costretto ad affrontarlo.
Nel corso del romanzo è inoltre rivelato che i governi della Terra erano da molto tempo a conoscenza dell'esistenza degli Xenomorfi e che avevano istituito un'organizzazione segreta con la razza aliena Mala'kak chiamata Loki per scambiarsi informazioni al riguardo. Furono gli stessi Mala'kak ad avvisare l'umanità che sull'LV-426 era precipitata una loro astronave carica di uova aliene e la Weyland-Yutani, venuta a sapere della cosa, decise di inviare l'astronave Nostromo per recuperare almeno un esemplare alieno.
Agenti della Loki si mettono poi sulle tracce di Ripley 8 e degli altri uomini dell'equipaggio per eliminarli.

## Specie aliene
L'autore del romanzo rispolvera la razza aliena degli Space Jockey, qui chiamata Mala'kak, apparsa brevemente nel film Alien sotto la forma del gigantesco scheletro alieno rinvenuto nel relitto spaziale precipitato sull'LV-426.